# Mollisia ventosa
Mollisia ventosa är en svampart som beskrevs av P. Karst. 1871. Mollisia ventosa ingår i släktet Mollisia och familjen Dermateaceae.  Arten är reproducerande i Sverige. Inga underarter finns listade i Catalogue of Life.